# هری انساین
هری انساین (انگلیسی: Harry Ensign؛ زاده ۱۸۸۳ – درگذشته ۱۹۴۳) یک فیلم‌بردار اهل ایالات متحده آمریکا بوده است، عمده فعالیت وی به همراه چارلی چاپلین بوده است.

## فیلم‌شناسی
- یک زن (۱۹۱۵)
- شبی در نمایش (۱۹۱۵)
- کنار دریا (۱۹۱۵)
- فرار مینی‌بوسی (۱۹۱۵)
- ولگرد (۱۹۱۵)
- بانک (۱۹۱۵)
- شغل (۱۹۱۵)
- یک شب گردش (۱۹۱۵)
- قهرمان (۱۹۱۵)
- شانگهای (۱۹۱۵)
- پلیس (۱۹۱۶)
- دردسر سه‌گانه (۱۹۱۸)